# Gianni Cavina
Gianni Cavina (* 9. Dezember 1940 in Bologna; † 26. März 2022 ebenda) war ein italienischer Schauspieler und Drehbuchautor.

## Leben
Cavina begann seine Karriere beim „Teatro Stabile“ in Bologna und spielte dann unter Franco Parenti und Franco Enriquez in Rom. Mit seinem bologneser Regiekollegen Pupi Avati gelang ihm der Durchbruch bei Film und Fernsehen; Avati setzte den massigen, mit merkwürdigen Gesichtszügen und vordergründig aggressiver, aber ironischer Diktion agierenden Cavina regelmäßig in seinen Filmen und Fernseharbeiten ein, wo er zurückhaltende und leicht melancholische Charaktere wie in Jazz Band, Cinema!!! und Dancing Paradise verkörperte. In den 1970er Jahren war Cavina auch an den Drehbüchern zu diesen Produktionen beteiligt.
In Werken anderer Regisseure fand er nur selten ähnliche Potenziale vor; allerdings stellt Paolo Cavaras Atsalút päder eine Ausnahme dar, in dem Cavina die komplizierte Figur des Paters Lino da Parma interpretierte. Auch die Fernsehserie um den von ihm dargestellten Kommissar Sarti war erfolgreich.
Die Auftritte Cavinas haben seit der Jahrtausendwende quantitativ abgenommen, erfolgten jedoch meist in anspruchsvollen Filmen. Seine künstlerische Verbundenheit zu Pupi Avati hielt an.
1997 erhielt Cavina einen Nastro d’Argento als bester Nebendarsteller für seine Rolle in Avatis Festival.
Cavina starb am 26. März 2022 mit 81 Jahren in Bologna.

## Filmografie (Auswahl)
- 1968: Balsamus, l’uomo di Satana
- 1969: Flashback
- 1976: Das Haus der lachenden Fenster (La casa dalle finestre che ridono)
- 1976: Der große Angeber (Le grand escogriffe)
- 1979: Atsalút päder
- 1979: Stau (L'ingorgo)
- 1980: Der Diamantenbaum (L'albero dei diamanti, Fernsehfilm)
- 1982: Mirandolina (La locandiera)
- 1984: Wir drei (Noi tre)
- 1986: Weihnachtsgeschenk (Regalo di natale)
- 1988: Treffpunkt Triest (Appuntamento a Trieste)
- 1993: Inspektor Sarti (L'ispettore Sarti, echsteilige Fernsehreihe)
- 1997: Festival
- 2013: Un grande famiglia (Fernseh-Miniserie)